# Николина Владичева
Николина Хр. Владичева е българска учителка и революционерка, деятелка на Вътрешната македоно-одринска революционна организация и Вътрешната македонска революционна организация.

## Биография
Николина Владичева е родена в град Ресен, тогава в Османската империя, днес в Северна Македония. Присъединява се към ВМОРО. Към 1905 година работи като българска учителка в струмишкото село Дабиля, където се жени за революционера Гьошо Илиев. Владичева извезва знамето на Струмишката чета на ВМОРО. Арестувана е и затворена в Битоля. С помощта на учителката Марица Димитрова и председателя на околийския революционен комитет Никола Гърков успява да избяга и се укрива в Битоля няколко месеца.